# Форт Дик (град, Калифорния)
Форт Дик (на английски: Fort Dick) е град в окръг Дел Нортей, щата Калифорния, САЩ. Форт Дик е с население от 978 жители (2000) и обща площ от unknown km². Намира се на 16 m надморска височина. ЗИП кодовете му са 95538 (homes – 95531), а телефонният му код е 707.